# Zenobia Żaczek
Zenobia Żaczek, wcześniej Jakub Żaczek, pierwotnie Jakub Gawlikowski (ur. 29 września 1974 w Warszawie) – polska działaczka anarchosyndykalistyczna, lokatorska i związkowa. Członkini Komitetu Obrony Praw Lokatorów i Związku Syndykalistów Polski. Z zawodu programistka.

## Działalność społeczna
Zaangażowana w polski ruch anarchistyczny od lat 90. XX w. Należy do grona najbardziej doświadczonych działaczy lokatorskich w Warszawie oraz osób, które nagłośniły aferę reprywatyzacyjną w Warszawie i współorganizowały organizacje samopomocowe przeciwdziałające działalności mafii reprywatyzacyjnej. 
W 2011 w ramach działalności w ZSP organizowała „Dzień Gniewu Społecznego”, którego celem było sprzeciwienie się wizycie Baracka Obamy, utworzeniu nowej bazy myśliwców F-16 oraz wydobyciu gazu łupkowego w Polsce z powodu zagrożenia dla środowiska naturalnego. Protest odbył się w odpowiedzi ma „antyspołeczną politykę rządu”. 
W 2013 z powództwa warszawskiego ratusza wszczęto przeciw niej postępowanie prokuratorskie w sprawie gróźb, jakie miała wyrazić pod adresem Hanny Gronkiewicz-Waltz i które następnie zostało umorzone. Od tamtego czasu kontynuuje aktywizm lokatorski, krytykując praktyki instytucji i prywatnych właścicieli które są sprzeczne z interesami najemców, domagając się praktycznej ochrony praw lokatorów przez polskie prawo. Popiera zajmowanie pustostanów i pomaga legalizować zajęte w ten sposób nieruchomości. 
Zaangażowana w działania pocztowców Związku Syndykalistów Polski, którzy domagali się od Poczty Polskiej wyższych płac, przywrócenia premii za czas pracy, odtworzenia rezerwy chorobowo-urlopowej i reorganizacji rejonów pocztowych. 8 kwietnia 2017 w Warszawie zorganizowany został przez ZSP protest pocztowców, w którym uczestniczyło ok. 1000 osób. Jedną z przemawiających na proteście była Zenobia Żaczek (wówczas występująca pod imieniem Jakub). W tym samym roku Poczta Polska skierowała do prokuratury zawiadomienie o podejrzeniu popełnienia przestępstwa. Jako powód podano rozpowszechnianie nieprawdziwych informacji na temat spółki skarbu państwa. Prokuratura odmówiła wszczęcia postępowania, jednak Poczta Polska wystąpiła z prywatnym aktem oskarżenia, w którym stwierdziła, że Zenobia Żaczek (wówczas Jakub) działała na szkodę firmy mającej strategiczne znaczenie dla polskiej państwowości.
W 2020 brała aktywny udział w działaniach organizacji anarchistycznych krytykujących rządową tarczę antykryzysową w związku z epidemią COVID-19.
W 2021 ujawniła się jako transpłciowa kobieta, choć doświadczała dysforii płciowej od dzieciństwa. Pozostaje w związku z kobietą.